# ハノマーグ

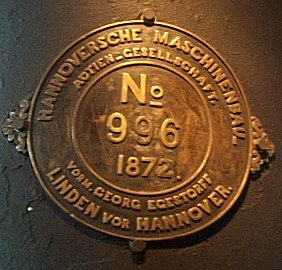
ハノマーグ製蒸気機関車の製造銘板

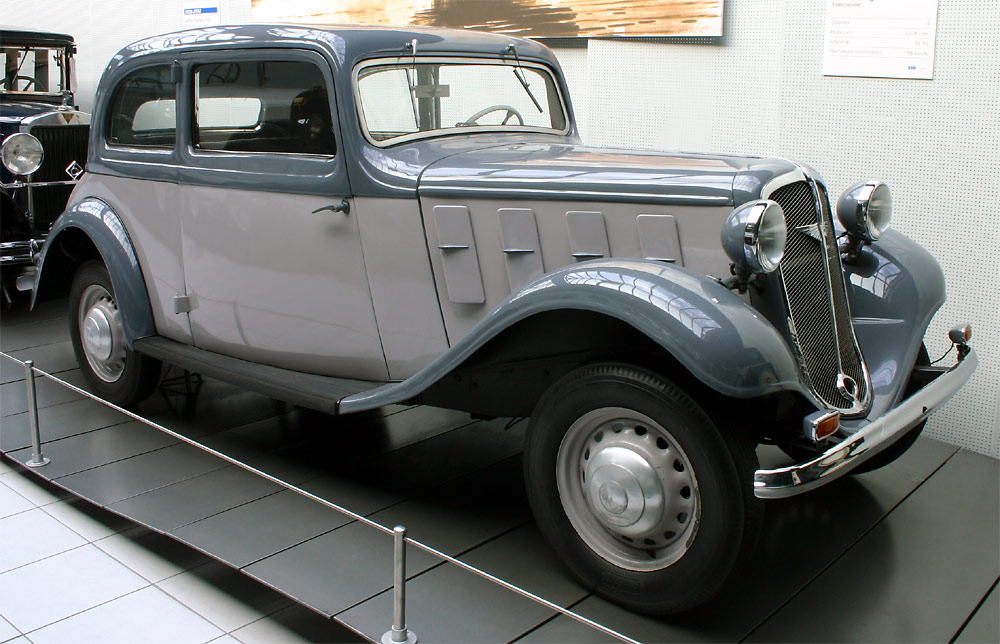
ハノマーグ 1.5 Litre "Rekord"

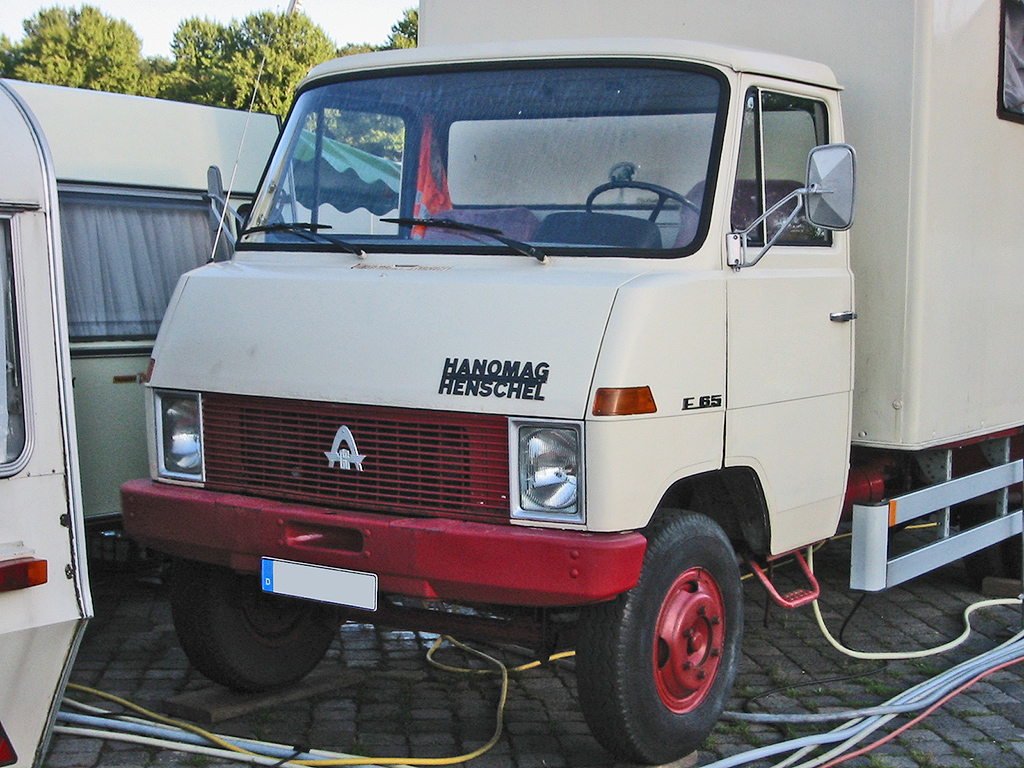
ハノマーグ-ヘンシェル F 65

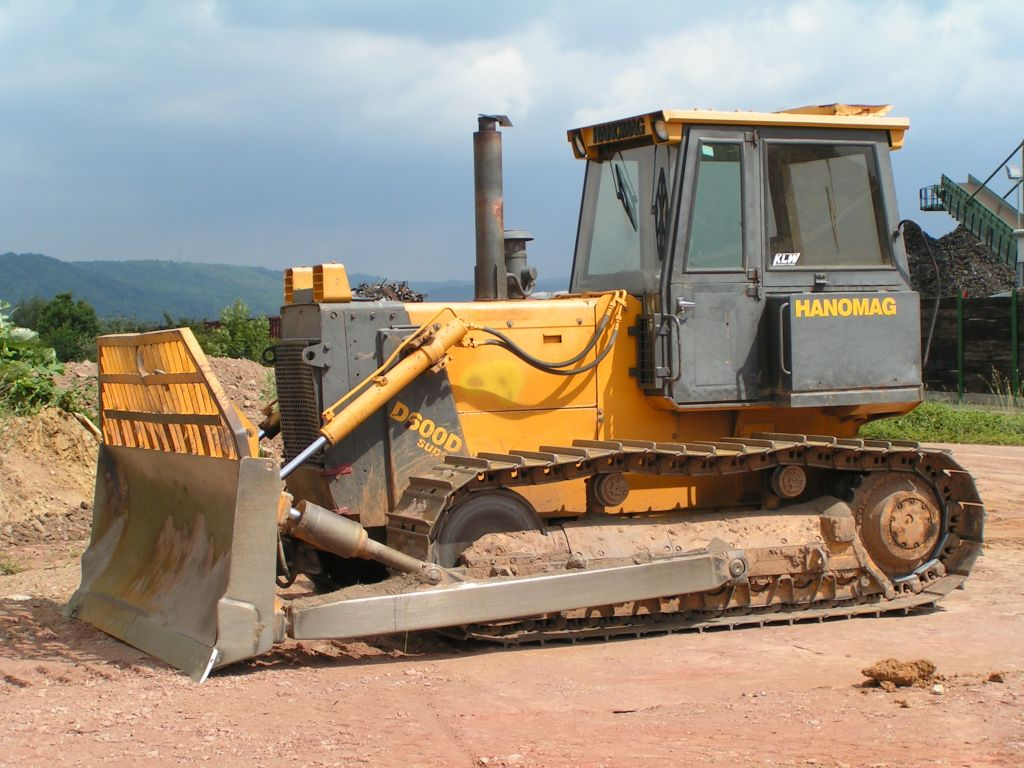
ハノマーグ ブルドーザー

ハノーファーシェ・マシネンバウ（Hannoversche Maschinenbau AG ）は、ドイツのニーダーザクセン州ハノーファーにある蒸気機関車、トラクター、軍用車両製造会社である。しばしばハノマーグもしくはハノマーク（Hanomag ）と略称される。第一次世界大戦前にルーマニアやブルガリアへ最初に蒸気機関車の大量の輸出を行った。

## 概要
会社の歴史は1835年、Georg EgestorffがEisen-Giesserei und Maschinenfabrik Hannoverと呼ばれる小型の蒸気機関を製造する会社を創業した時に遡る。彼らはまもなく農業機械を製造し、1846年には最初の蒸気機関車をハノーファー州鉄道向けに製造した。1870年に500両生産、1871年には社名をHannoversche Maschinenbau AG.に変えた。1905年には陸軍向けに蒸気自動車を受注した。
1912年、ガソリンエンジン車の生産に乗り出し、農業トラクターに搭載した。
1920年代、蒸気自動車の市場が頭打ちになるとハノマーグはより経済的な自動車に活路を見出した。1925年、彼らはHanomag 2/10, a 370kgの2座席のオープンカーでリアマウントの500cc単気筒水冷式エンジンを搭載した自動車を開発した。Zweisitzer Limousine (two-seat limousine)と会社によって名づけられ、前と後ろにニックネーム Kommissbrotと書かれた。全部で15,775台生産されたが、会社に大きな利益はもたらさなかった。1920年代末には鉄道機関車部門をカッセルのヘンシェルへ売却した。第二次世界大戦開戦前から終戦までは、各種のハーフトラックなど軍用車輌を大量生産した。
1952年にラインシュタールグループに買収された。1969年に商用車部門はヘンシェルの同部門と合併し、ハノマーグ・ヘンシェル自動車製作所（Hanomag-Henschel Fahrzeugwerke GmbH ）が誕生した。新しい会社の本社は従来のハノマーグ本社のあったハノーファーにおかれた。ダイムラー・ベンツは、まずこの会社の株式の半分を取得し、1970年にはさらに残り半分も買収した。それ以来、メルセデス・ベンツのディーゼルエンジン（BR8）がハノマーグ・ヘンシェルの車両に搭載されるようになった。ハノマーグ・ヘンシェルのブランドは1974年まで使われた後、ダイムラー・ベンツに置き換えられた。
1989年、日本の小松製作所がハノマーグ社（Hanomag AG）に資本参加。2002年には完全子会社化し、コマツドイツ有限会社（Komatsu Germany GmbH）となった。

## 関連
- ダイムラー・ベンツ